# Argentinische Küche

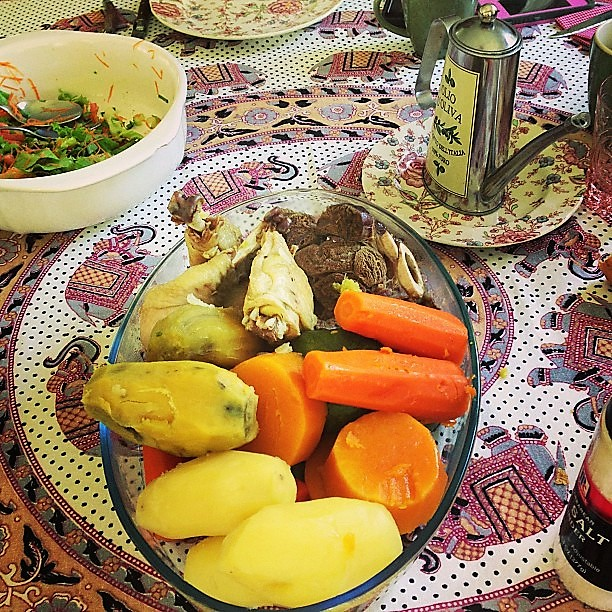
Argentinischer Gemüse- und Fleischeintopf Puchero

Die argentinische Küche ist sowohl von der Küche verschiedener Länder Europas als auch von den geografischen Besonderheiten des Landes beeinflusst.
Besonders die weit verbreitete Rinderzucht in der Pampa-Region führte zu einem hohen Anteil von Rindfleisch in den Gerichten. Daneben finden sich Gerichte, die durch Einwanderer aus Europa nach Argentinien gebracht wurden, insbesondere aus Italien (Pizza, Pasta). Eine eigenständige Küche hat die Region des Nordwestens, deren Gerichte sich durch die Basis Mais und Reis, einen stärkeren Gebrauch von Gewürzen und eine allgemein pikantere Zubereitungsweise auszeichnen.

## Zutaten
Rindfleisch ist eine der wichtigsten Zutaten der argentinischen Küche. Die seit dem 16. Jahrhundert extensiv betriebene Rinderzucht sorgt dafür, dass das Fleisch günstig ist. 2001 kam im argentinischen Durchschnitt pro Haushalt vier Mal pro Woche Rindfleisch auf den Tisch.

## Speisen

### Asado

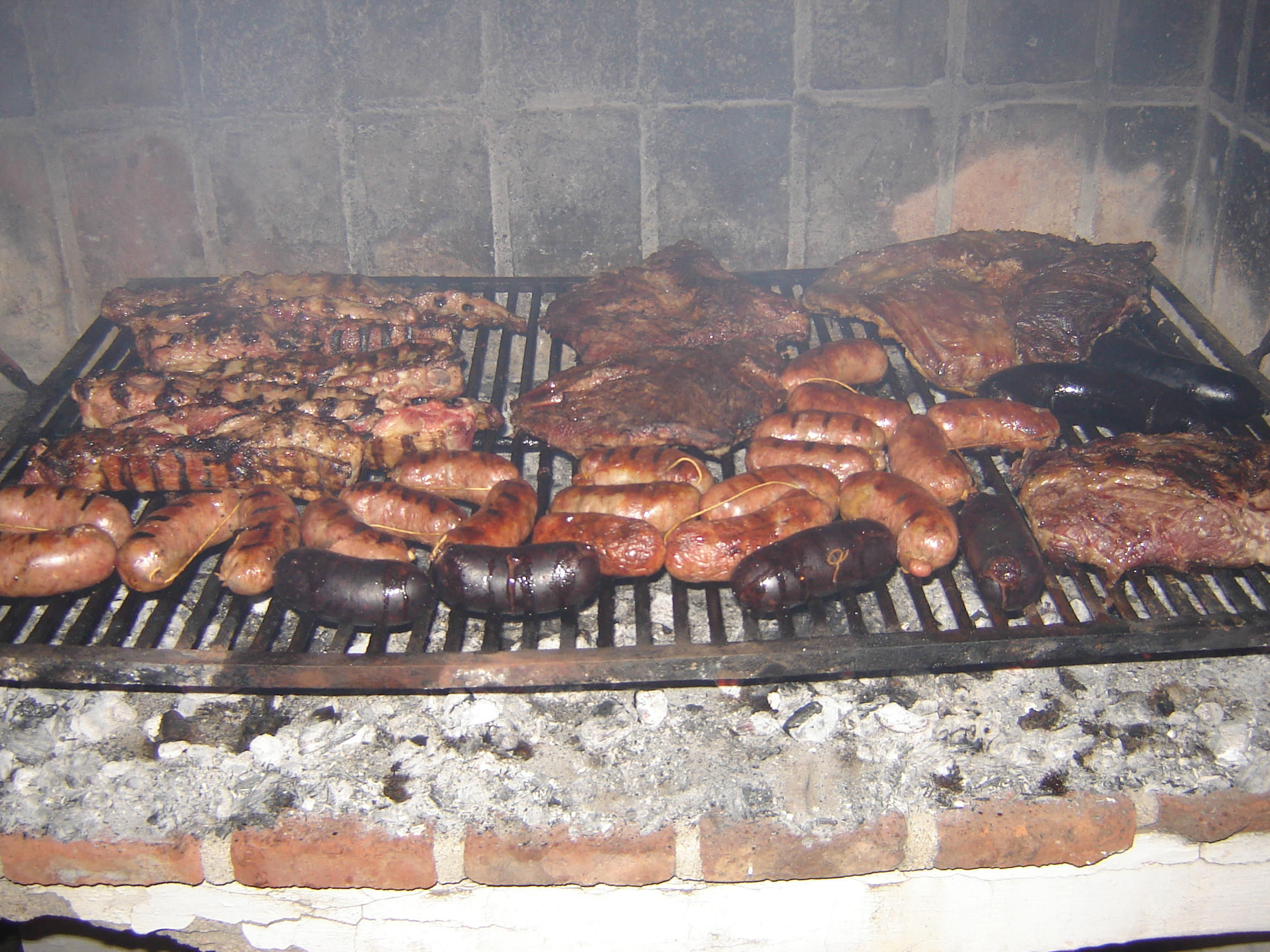
Typisch argentinisches Asado

Ein Asado ist eine landestypische Grillmahlzeit. Es bildet oft die sonntägliche Mahlzeit in der Großfamilie oder im Freundeskreis. Jeder Asador („Grillmeister“) hat seine eigene Art Gegrilltes zuzubereiten. Oftmals dauert das Grillen mehrere Stunden und ist ein kleines gesellschaftliches Ereignis.
Die Zutaten bestehen aus allem, was ein Rind, ein Schaf oder ein Schwein zum Grillen bereitstellt.
Die klassischen Zutaten im Raum Buenos Aires sind diverse Fleischsorten wie Matambre (Schweine- oder Kalbsbauch), Tira de Asado (flache Rippe), Bife de Chorizo (Rumpsteak) und Lomo (Lende) sowie Chorizo (Würstchen), Morcilla (Blutwurst) und verschiedene Innereien, wie beispielsweise Chinchulines (Därme), Riñones (Niere) oder Molleja (Bries). Oft wird zum Grillfleisch die Soße Chimichurri serviert. Das oberhalb der Soße abgesetzte Öl wird vor dem Grillen oder währenddessen auf das Fleisch gegeben. Die pestoartige Grundmasse wird zum Fleisch oder während des Grillens mit Weißbrot gegessen. Als Beilagen gibt es meist nur leichte Salate, Weißbrot und Rotwein. In Patagonien wird statt Rindfleisch meist Lammfleisch verwendet, da dieses dort billiger als Rindfleisch ist.

### Empanadas

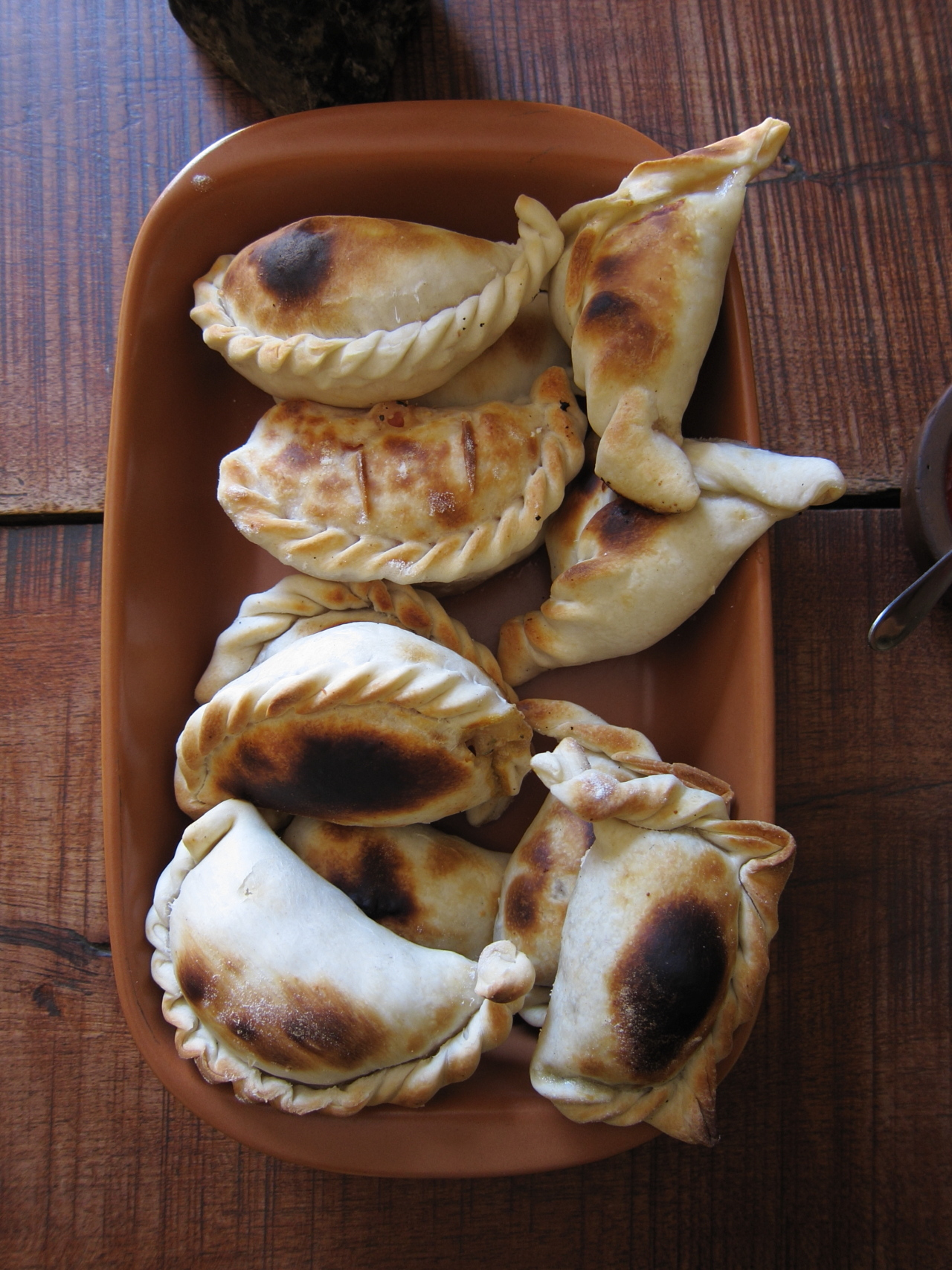
Empanadas

Die Empanadas sind halbmondförmige oder auch runde Teigtaschen mit verschiedenen Füllungen (Hackfleisch, Schinken/Käse, Mais, Gemüse etc.). Es gibt sie sowohl gebacken als auch frittiert. Besonders die Provinz Salta ist für die frittierten Empanadas bekannt. Sie werden meist als Vorspeise oder auch als Zwischenmahlzeit gegessen. Eine Besonderheit stellen die Empanadas Árabes in Córdoba dar, die dreieckig und ohne Teigdecke sind und mit Zitrone verfeinert werden. In den größeren Städten gibt es auch mehrere Ketten, die Empanadas als Fast-Food verkaufen.

### Eintöpfe

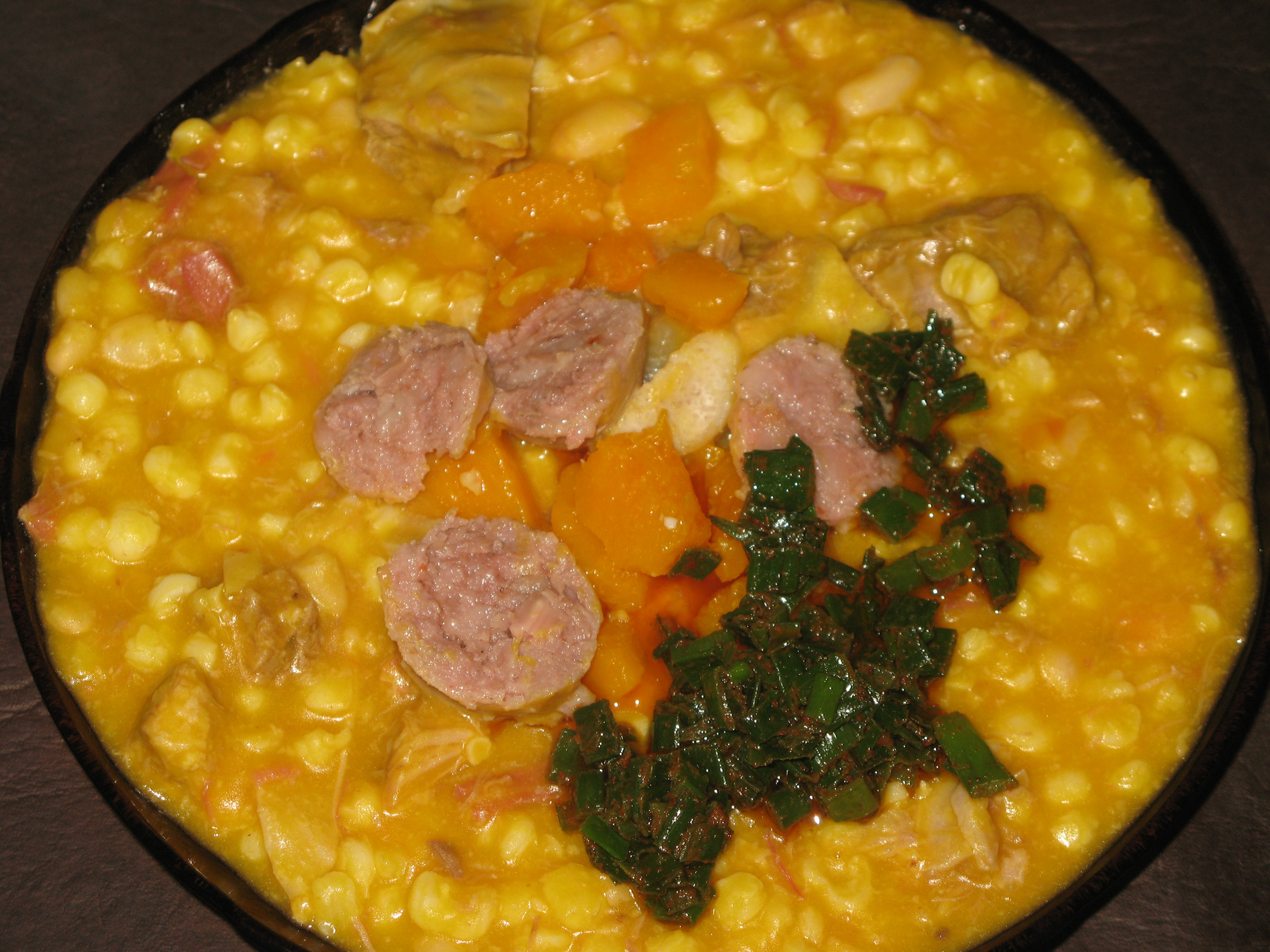
Locro

Es gibt verschiedene Eintöpfe in Argentinien, die insbesondere in der Küche der Arbeiterklasse sehr traditionell und beliebt sind. Die wichtigsten sind Locro, Puchero und Guiso.
Der Locro ist ein Eintopf aus dem Norden Argentiniens. Er besteht hauptsächlich aus Maiskörnern, verschiedenen Arten von Würstchen, Fleischstückchen und Kürbis. Er ist meist sehr pikant gewürzt. Locro wird traditionell am 1. Mai und den Nationalfeiertagen Argentiniens gegessen (25. Mai, 9. Juli), wo in manchen Städten der Locro kostenlos im Zentrum verteilt wird.
Ein Puchero ist ein Gemüse- und Fleisch-Eintopf, der in ganz Argentinien beliebt ist. Er enthält meist folgende Zutaten: Kartoffeln, Süßkartoffeln, Kürbis, Karotten, Fleischstücke, Mangold und Eier.
Guisos sind Eintöpfe, die als Basis entweder Nudeln oder Reis verwenden und meist in Tomatensoße gekocht werden. Als besonders traditionell gilt der Guiso de mondongo, bei dem Pansen (Mondongo) die Hauptzutat ist. Weiterhin gibt es Guisos mit anderen Fleischstücken vom Rind sowie solche mit Hähnchenfleisch.

### Italienisch beeinflusste Gerichte

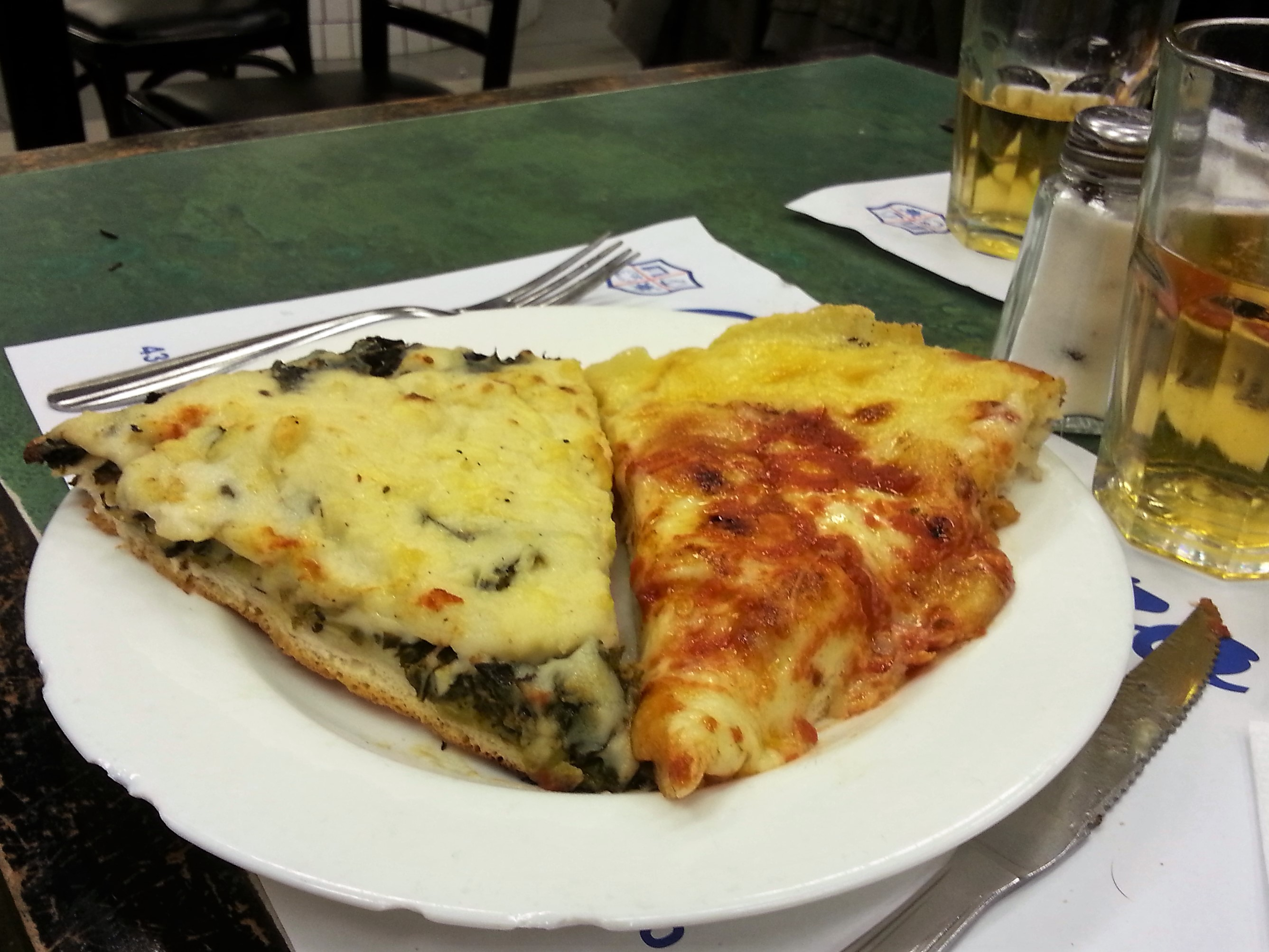
Pizza nach argentinischer Art

Durch den hohen Anteil italienischer Einwanderer ist die italienische Küche in Argentinien sehr verbreitet. Die Gerichte wurden im Laufe der Zeit jedoch oft etwas abgewandelt.
So wird in Argentinien eine eigenständige Variante der Pizza hergestellt z. B. Fugazzeta. Charakteristisch sind der große Umfang der Pizza, die Dicke des Teigs, sowie die dicke Schicht an Beilagen und Käse, die die argentinische Pizza von der italienischen Variante unterscheiden. 
Auch Pasta ist sehr beliebt. Im Unterschied zu Italien werden die Nudeln länger gekocht und sind damit weicher. Das Spektrum an Nudeln reicht von Tallarines, Tagliatelle, Fusilli und Mostacholes über halbmondartig gefüllte Spezialitäten wie Tortellini, Cappelletti und Tortelleti bis zu quadratisch gefüllten Varianten wie Ravioli, Sorrentini und Panzoti.

### Flan
Flan ist ein mit Vanille aromatisierter Eierpudding, der mit dunkler Karamellsauce und Dulce de leche oder Membrillo (Quittengelée) zum Dessert serviert wird.

### Fast-Food
In Argentinien wird eine eigene Variante der Sandwiches amerikanischer Machart angeboten. Typisch argentinische Sandwiches sind vor allem: Choripán, ein Brot mit einem Würstchen (Chorizo), Lomito, ein Sandwich mit einer dünnen Lendenfleisch-Scheibe, sowie das Sandwich de milanesa, ein Schnitzelbrötchen. Hamburger und Hot Dogs (genannt Pancho) sind sehr beliebt, sie werden genauso zubereitet wie in den USA. Außerdem gibt es die sogenannten Sandwiches de miga, die es in verschiedenen Varianten gibt und aus sehr dünnem Weißbrot bestehen. Das üblichste ist mit Käse und Schinken.

## Getränke

### Mate-Tee
Das Nationalgetränk Argentiniens ist der auch in den Nachbarländern Uruguay und Paraguay beliebte Mate-Tee. Er soll das Hungergefühl nehmen und wirkt durch seinen Koffein-Gehalt anregend. Der Mate wird in einer Kalabasse mit einem Röhrchen, der Bombilla, getrunken, wobei sich bei geselligen Zusammenkünften der Mate geteilt wird. Eine kalte Variante ist der Tereré, bei dem die Yerba (zerkleinerte Teeblätter) nicht mit heißem Wasser, sondern mit kaltem Saft oder Limonade aufgegossen wird.

### Wein

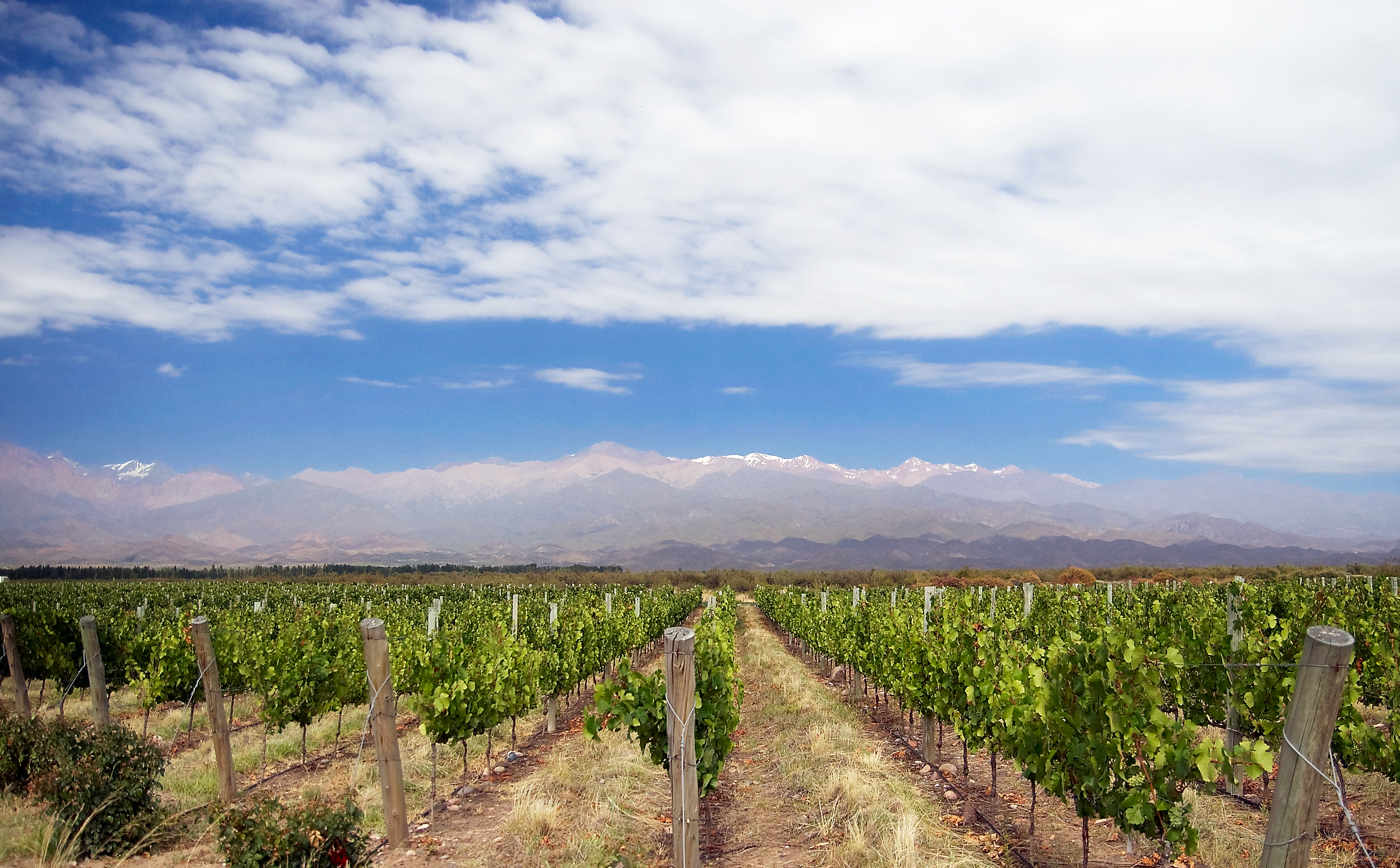
Weinfeld in Mendoza mit den Anden im Hintergrund

In Argentinien wird auch Wein angebaut. Die Anbaugebiete liegen vor allem im Westen des Landes.
Siehe auch: Weinbau in Argentinien

### Bier
Der argentinische Biermarkt wird von wenigen Firmen kontrolliert. Bei weitem am beliebtesten ist Lagerbier, das von zahlreichen Firmen (Quilmes, Isenbeck, Brahma etc.) angeboten wird; andere Biersorten belegen nur Nischenmärkte und werden oft nur von kleinen Brauereien vertrieben.